# 諫早市立飯盛中学校
諫早市立飯盛中学校（いさはやしりつ いいもりちゅうがっこう、Isahaya City Imori Junior School）は、長崎県諫早市飯盛町平古場にある公立中学校。

## 概要
歴史
1947年（昭和22年）の学制改革により「江ノ浦中学校」・「田結中学校」として創立。江ノ浦と田結の2村合併で飯盛村が発足したことにより、1955年（昭和30年）にそれぞれ「飯盛中学校」・「飯盛西中学校」に改称。1966年（昭和41年）に統合された。
校章
ショウガの葉3枚と飯盛山と「い」の文字を図案化したものを背景にして、中央に「中」の文字を置いている。
校歌
作詞は山本要七、作曲は深町一朗による。歌詞は3番まであり、両番に校名の「飯盛中学校」が登場する。
校区
諫早市立飯盛東小学校、諫早市立飯盛西小学校の校区（飯盛町全域）。

## 沿革
旧・飯盛中学校
- 1947年（昭和22年）
  - 4月1日 - 学制改革（六・三制の実施）が行われる。
    - 江ノ浦村国民学校の初等科が改組され、江ノ浦村立江ノ浦小学校となる。
    - 江ノ浦村国民学校の高等科と青年学校の普通科が改組され、新制中学校「江ノ浦村立江ノ浦中学校」となる。小学校に併設される。初代校長は松原鼎治。

  - 4月10日 - 開校式を挙行。
- 1948年（昭和23年）2月20日 - 戦時中馬の鍛錬場であった中山名635番地に中学校校舎が完成。川棚の旧日本軍の兵舎を譲り受けて移築したもの。
  - まず2年生と3年生が移転。
- 1951年（昭和26年）4月 - 1年生も新校舎に合流。この時の在籍生徒数506名。
- 1953年（昭和28年）8月1日 - 運動場拡張工事が完了。
- 1955年（昭和30年）2月11日 - 江ノ浦村と田結村が合併して飯盛村が発足。「飯盛村立飯盛中学校」に改称。
- 1957年（昭和32年）7月 - 諫早大水害により、運動場土手二箇所が決壊。
- 1961年（昭和36年）- 普通教室2教室を増築。
- 1963年（昭和38年）- 運動場東側石垣が完成。
- 1964年（昭和39年）- 普通教室2教室を増築。
- 1965年（昭和40年）
  - 4月1日 - 飯盛村が町制施行により飯盛町となったため、「飯盛町立飯盛中学校」に改称。
  - この年 - 統合中学校敷地の起工式を挙行。陸上自衛隊大村駐屯地に依頼して山を切り開く。
- 1967年（昭和42年）- 統合校舎の完成により、校舎が廃止され、新校舎に移転を完了。

旧・飯盛西中学校
- 1947年（昭和22年）
  - 4月1日 - 学制改革（六・三制の実施）が行われる。
    - 田結村国民学校の初等科が改組され、田結村立田結小学校となる。
    - 田結村国民学校の高等科と青年学校の普通科が改組され、新制中学校「田結村立田結中学校」が発足。小学校に併設。初代校長は古野衛。

  - 4月29日 - 開校式を挙行。
  - 11月1日 - 校舎を起工。
- 1949年（昭和24年） 5月1日 - 校舎が完成し、独立校舎開校式を挙行。以降この日を創立記念日とする。
- 1955年（昭和30年）2月11日 - 江ノ浦村と田結村が合併して飯盛村が発足。「飯盛村立飯盛西中学校」に改称。
- 1959年（昭和34年）- 保健室を改造。図書室を拡充。
- 1960年（昭和35年）- 運動場を整備。ピアノを購入。
- 1962年（昭和37年）- 技術室を新設。
- 1966年（昭和41年）3月31日 - 飯盛中学校との統合により閉校。ただし統合校舎が完成するまでの間「飯盛村立飯盛中学校 西校舎」として使用が継続される。
- 1967年（昭和42年）- 統合校舎の完成により、西校舎が廃止される。

統合・飯盛中学校
- 1966年（昭和41年）4月1日 - 上記2校を統合し、（新）「飯盛町立飯盛中学校」となる。ただし統合校舎完成までの間、旧2校の校舎を継続して使用。
  - 旧・飯盛中学校に本部を置き、旧・飯盛西中学校を「西校舎」とする。
- 1967年（昭和42年）- 現在地に統合校舎が完成し移転を完了。旧2校舎を廃止。
- 1969年（昭和44年）- 校旗・新校歌・体育館が完成。
- 1971年（昭和46年）- テニスコート・バレーボールコートが完成。
- 1972年（昭和47年）- 相撲場・完全給食を開始。
- 1977年（昭和52年）- 運動場にナイター設備が完成。
- 1980年（昭和55年）- プールが完成。
- 1981年（昭和56年）- 技術科棟が完成。
- 1982年（昭和57年）- 長崎大水害により、裏山が3か所崩れる。
- 1984年（昭和59年）- 運動場の大規模改修工事を完了。
- 1986年（昭和61年）- 火災により、校舎の一部を焼失。
- 1988年（昭和63年）- 部室3棟が完成。
- 1991年（平成3年）- 会議室・和室・資料室が完成。
- 1992年（平成4年）- コンピューター室が完成。
- 1994年（平成6年）- 男子の頭髪が自由化となる。
- 1995年（平成7年）- 課外クラブ振興会が発足。
- 2005年（平成17年）
  - 3月1日 - 市町村合併により「諫早市立飯盛中学校」（現校名）に改称。
  - 4月1日 - 新体育館が完成。
- 2006年（平成18年）2月 - 校旗を新調。

## アクセス
最寄りのバス停
- 県営バス　飯盛中学校前バス停

最寄りの国道・県道
- 国道251号

## 周辺
- 諫早警察署飯盛町交番
- 諫早市役所飯盛支所（旧・飯盛町役場）
- 諫早市立飯盛東小学校
- 十八親和銀行飯盛支店
- 善同寺

## 著名な出身者
- 井上大仁 - 陸上競技長距離走・マラソン選手、2018年アジア競技大会・男子マラソン金メダリスト
- 村岡克彦 ‐ 映画プロデューサー

## 関連事項
- 長崎県中学校一覧